# هایت جینرو
هایت جینرو (眞露) شرکت صنایع غذایی کره‌ای است، که در سال ۱۹۲۴ تأسیس شد.